# インドロ・モンタネッリ
インドロ・モンタネッリ（Indro Montanelli, 1909年4月22日 - 2001年7月22日）はイタリアの著述家。
20世紀イタリアを代表したジャーナリストだったが、1977年にミラノで赤い旅団のテロ襲撃（鉛の時代 (イタリア)参照）で脚を撃たれ負傷している。

## 来歴
- 1938年、コリエーレ・デラ・セラに入社。
- 1957年、発表した『ローマの歴史』が、ベストセラーになった。
- 1973年、コリエーレ・デラ・セラを退職。
- 1974年、日刊紙「イル・ジョルナーレ」を設立、1994年まで編集にかかわった。
- 1996年、アストゥリアス皇太子賞コミュニケーションおよびヒューマニズム部門を受賞。
- 2000年、IPI(国際新聞編集者協会)により「過去50年間における報道の自由の英雄50人」に選ばれた。

## 著書（イタリア史のみ）

### 単著
- Storia di Roma, Milano, Rizzoli (以下略), 1957
  - 『ローマの歴史』（藤沢道郎訳、中央公論社、1976年／中公文庫、1979年、改版1996年）
- Storia dei Greci, 1959
  - 『ギリシャの歴史』（谷口伊兵衛訳「物語ギリシャ人の歴史」文化書房博文社、2011年）
- Dante E Il Suo Secolo, 1964
- L'Italia giacobina e carbonara (1789-1831), 1971
- L'Italia del Risorgimento (1831-1861), 1972
- L'Italia dei Notabili (1861-1900), 1973
- L'Italia di Giolitti (1900-1920), 1974
- L'Italia in camicia nera (1919-3 gennaio 1925), 1976
イタリア史シリーズ・単著（フランス革命期から第一次世界大戦後まで）

### 共著
- L'Italia dei comuni, 1965
- L'Italia dei secoli bui, 1965
- L'Italia dei secoli d'oro, 1967
  - 『ルネサンスの歴史 上巻　黄金世紀のイタリア』
- L'Italia della Controriforma, 1968
  - 『ルネサンスの歴史 下巻　反宗教改革のイタリア』
 各・藤沢道郎訳（中央公論社、1981-82年／中公文庫、1985年2月、改版2016年11月）
- L'Italia del Seicento, 1968
- L'Italia del Settecento, 1970 
上記6作品は、ロベルト・ジェルヴァーゾ[1](Roberto Gervaso, 1937-2020)との共著で「中世から18世紀まで」のイタリア史
- Storia d'Italia, 1979-2000（全13作品）
マリオ・チェルヴィ(Mario Cervi, 1921-2015)との共著で、1925年から1997年までの「20世紀イタリア史シリーズ」
- Milano ventesimo secolo, 1990[2]

## 脚本
- Tombolo, paradiso nero、1947
ロドルフォ・ソネゴ、ジョルジョ・フェローニ、グラウコ・ペレグリーニ、ロドルフォ・ソネゴ、ピエロ・テッリーニなどとの共同執筆。